# 1492 Pictures
1492 Pictures es una productora de cine estadounidense fundada por el director Chris Columbus en 1995. El nombre utilizado está inspirado en el más famoso homónimo de Columbus, Cristóbal Colón, y su expedición de 1492 a América.
Además de varias películas de Columbus, 1492 Pictures ha producido películas de otros directores como Brian Levant (Un padre en apuros), Henry Selick (Monkeybone), Alfonso Cuarón ( Harry Potter y el prisionero de Azkaban ), Joe Roth (Una Navidad de locos), Tim Story (Los 4 Fantásticos) y Shawn Levy (Night at the Museum).  
En febrero de 2011, la empresa compró los derechos de la comedia de Corea del Sur Hello Ghost, protagonizada por Cha Tae-hyun, para un remake de la película.
En agosto de 2011, la productora estrenó The Help, una adaptación de la novela de Kathryn Stockett.

## Filmografía

### Largometrajes
| N.º | Título                                         | Fecha de estreno | Director         | Distribuidor                        |
| --- | ---------------------------------------------- | ---------------- | ---------------- | ----------------------------------- |
| 1   | Nine Months                                    | 1995             | Chris Columbus   | 20th Century Fox                    |
| 2   | Jingle All the Way                             | 1996             | Brian Levant     | 20th Century Fox                    |
| 3   | Stepmom                                        | 1998             | Chris Columbus   | Columbia Pictures                   |
| 4   | El hombre bicentenario                         | 1999             | Chris Columbus   | Buena Vista Pictures                |
| 5   | Monkeybone                                     | 2001             | Henry Selick     | 20th Century Fox                    |
| 6   | Harry Potter y la piedra filosofal             | 2001             | Chris Columbus   | Warner Bros. Pictures               |
| 7   | Harry Potter y la cámara secreta               | 2002             | Chris Columbus   | Warner Bros. Pictures               |
| 8   | Harry Potter y el prisionero de Azkaban        | 2004             | Alfonso Cuarón   | Warner Bros. Pictures               |
| 9   | Christmas with the Kranks                      | 2004             | Joe Roth         | Columbia Pictures                   |
| 10  | Los 4 Fantásticos                              | 2005             | Tim Story        | 20th Century Fox                    |
| 11  | Rent                                           | 2005             | Chris Columbus   | Columbia Pictures                   |
| 12  | Night at the Museum                            | 2006             | Shawn Levi       | 20th Century Fox                    |
| 13  | Los 4 Fantásticos y Silver Surfer              | 2007             | Tim Story        | 20th Century Fox                    |
| 14  | Night at the Museum: Battle of the Smithsonian | 2009             | Shawn Levi       | 20th Century Fox                    |
| 15  | I Love You, Beth Cooper                        | 2009             | Chris Columbus   | 20th Century Fox                    |
| 16  | Percy Jackson y el ladrón del rayo             | 2010             | Chris Columbus   | 20th Century Fox                    |
| 17  | The Help                                       | 2011             | Tate Taylor      | Walt Disney Studios Motion Pictures |
| 18  | Percy Jackson y el mar de los monstruos        | 2013             | Thor Freudenthal | 20th Century Fox                    |
| 19  | Night at the Museum: Secret of the Tomb        | 2014             | Shawn Levi       | 20th Century Fox                    |
| 20  | Pixels                                         | 2015             | Chris Columbus   | Columbia Pictures                   |
| 21  | It Had to Be You                               | 2015             | Sasha Gordon     | Samuel Goldwyn Films                |
| 22  | The Young Messiah                              | 2016             | Cyrus Nowrasteh  | Focus Features                      |
| 23  | The Christmas Chronicles                       | 2018             | Clay Kaytis      | Netflix                             |
| 24  | The Christmas Chronicles 2                     | 2020             | Chris Columbus   | Netflix                             |
| 25  | Scoob                                          | 2020             | Tony Cervone     | Warner Bros. Pictures               |
| 26  | Night at the Museum: Kahmunrah Rises Again     | 2022             | Matt Danner      | Disney+                             |
| 27  | Chupa                                          | 2023             | Jonás Cuarón     | Netflix                             |